# Yesterday and Today (musikalbum av The Field)
Yesterday and Today är den svenska technoartisten The Fields andra album, släppt 2009 på det tyska skivbolaget  Kompakt. "Everybody's Got to Learn Sometime" är en The Korgis-cover.

## Låtlista
1. "I Have the Moon, You Have the Internet" - 8:00
2. "Everybody's Got to Learn Sometime" - 6:47
3. "Leave It" - 11:34
4. "Yesterday and Today" (med Battles trummis John Stanier) - 10:04
5. "The More That I Do" - 8:32
6. "Sequenced" - 15:41